# ابين (شركة)
ابين ليميتد Appen Limited (المعروفة سابقًا باسم Appen Butler Hill) هي شركة بيانات عامة مدرجة في بورصة الأوراق المالية الأسترالية (ASX) تحت الرمز APX.
تزود وتطور الشركة البيانات المستخدمة في تطوير التعلم الآلي ومنتجات الذكاء الاصطناعي. ومن هذه البيانات مثل بيانات الكلام والصوت واللغة الطبيعية وبيانات الصور والفيديو والبيانات النصية والبيانات الأبجدية الرقمية وبيانات الصلة لتحسين محركات البحث ومواقع ووسائط التواصل الاجتماعي.

## مواقع الشركة
يقع المقر الرئيسي العالمي للشركة في تشاتسوود، نيو ساوث ويلز في سيدني، وعلى بعد نحو 10 كيلومترات شمال منطقة الأعمال المركزية في سيدني، في أستراليا. ويقع المقر الرئيسي للولايات المتحدة في كيركلاند، في واشنطن، إحدى ضواحي سياتل، وهناك أيضًا مكاتب أمريكية في سان فرانسيسكو، وديترويت . تمتلك الشركة أيضًا مكاتب في بكين، الصين، كافيت، الفلبين، إكستر، إنجلترا، طوكيو، اليابان.

## العمليات والأرباح
في نهاية عام 2017، بلغت الإيرادات 166.6 مليون دولار أسترالي وكان لدى الشركة أكثر من 350 موظفًا بدوام كامل.  يتم تنفيذ المهام في أكثر من 180 لغة و 130 دولة.
يتم تحقيق معظم عائدات الشركة في الخارج ويشمل العملاء ثمانية من أكبر عشر شركات تكنولوجيا.

## تاريخ
تأسست ابين في سيدني عام 1996 من قبل اللغوية الدكتورة جولي فونويلر. انضم إليها زوجها كريس فونويلر الذي ترك وظيفته في شركة Telstra في عام 2000 للانضمام إلى الشركة بدوام كامل وهو حاليًا رئيس غير تنفيذي للشركة.
في عام 2011، اندمجت الشركة مع Butler Hill Group، التي كان مقرها في كونيتيكت وسياتل، وواشنطن والتي أسستها في الأصل ليزا برادن هاردر في عام 1993. كانت ليزا عضواً في الفريق الرائد في تقنية التدقيق النحوي في مركز أبحاث IBM TJ Watson قبل مجموعة Butler Hill Group وبقيت في منصب الرئيس التنفيذي حتى عام 2015. بعد الدمج، أصبح الاندماج والعمل المشترك باسم Appen Butler Hill ووسع نطاق الأعمال ليشمل موارد اللغة والبحث والنص.
في عام 2012، استحوذت ابين على شركة Wikman Remer، وهي شركة مقرها في سان رافائيل في كاليفورنيا، والتي طورت أدوات ومنصات لمشاركة الموظفين، والاعتدال عبر الإنترنت والتنظيم.
تمت إعادة تسمية Appen Butler Hill لتصبح باسم ابين Appen في عام 2013، وتم طرحها للاكتتاب العام في ASX في 7 يناير 2015 بقيادة ليزا برادن-هاردر.

## روابط خارجية
- الموقع الرسمي